# Václav Pavlis
Václav Pavlis (7. března 1930 – 24. prosince 2007) byl český fotbalista, brankář, reprezentant Československa.

## Fotbalová kariéra
Za československou reprezentaci odehrál v letech 1949–1952 dvě utkání, jednou startoval v reprezentačním B-mužstvu a jednou za juniorskou reprezentaci. V lize odehrál 237 utkání. Hrál za Bohemians Praha (1947–1951) a Duklu Praha (1951–1964), s níž získal sedm titulů mistra ligy (1953, 1956, 1958, 1961, 1962, 1963, 1964) a v roce 1961 československý pohár. Dorostenecký mistr Čech a Moravy 1946. V Poháru mistrů evropských zemí nastoupil v 9 utkáních.

## Ligová bilance
| Ročník                                     | Zápasy | Góly | Klub                |
| ------------------------------------------ | ------ | ---- | ------------------- |
| Státní liga 1947/1948                      | 7      | 0    | AFK Bohemians Praha |
| Státní liga 1948                           | 13     | 0    | Bohemians Praha     |
| Celostátní československé mistrovství 1949 | 25     | 0    | Železničáři Praha   |
| Celostátní československé mistrovství 1950 | 24     | 0    | Železničáři Praha   |
| Mistrovství československé republiky 1951  | 21     | 0    | Železničáři Praha   |
| Mistrovství československé republiky 1951  | -      | 0    | ATK Praha           |
| Mistrovství československé republiky 1952  | -      | 0    | ATK Praha           |
| Přebor československé republiky 1953       | 6      | 0    | ÚDA Praha           |
| Přebor československé republiky 1955       | 9      | 0    | ÚDA Praha           |
| 1. československá fotbalová liga 1956      | 10     | 0    | Dukla Praha         |
| 1. československá fotbalová liga 1957/1958 | 31     | 0    | Dukla Praha         |
| 1. československá fotbalová liga 1958/1959 | 23     | 0    | Dukla Praha         |
| 1. československá fotbalová liga 1959/1960 | 11     | 0    | Dukla Praha         |
| 1. československá fotbalová liga 1960/1961 | 12     | 0    | Dukla Praha         |
| 1. československá fotbalová liga 1961/1962 | 4      | 0    | Dukla Praha         |
| 1. československá fotbalová liga 1962/1963 | 10     | 0    | Dukla Praha         |
| 1. československá fotbalová liga 1963/1964 | 4      | 0    | Dukla Praha         |
| CELKEM 1. liga                             | 237    | 0    |                     |